# سی‌ام‌سی اینترنشنال
سی‌ام‌سی اینترنشنال (انگلیسی: CMC International) یک ناشر موسیقی مستقل آمریکایی مستقر در رالی، کارولینای شمالی بود که در سال ۱۹۹۱ آغاز به کار کرد.